# Bandi (Niger)
Bandi (auch: Bandi I, Bandi Koura, Bandé) ist ein Dorf in der Landgemeinde Bosso in Niger.

## Geographie
Das von einem traditionellen Ortsvorsteher (chef traditionnel) geleitete Dorf liegt am Fluss Komadougou Yobé, der hier die Staatsgrenze zu Nigeria bildet. Es befindet sich rund 14 Kilometer südwestlich des Hauptorts Bosso der gleichnamigen Landgemeinde und des gleichnamigen Departements Bosso, das zur Region Diffa gehört. Zu den Siedlungen in der näheren Umgebung von Bandi zählen N’Gagam im Nordwesten, Dagaya im Nordosten und Gueskérou im Westen.
Der 175 Hektar große Doumpalmen-Hain von Bandi steht unter Naturschutz. Das Dorf ist Teil der 860.000 Hektar großen Important Bird Area des Graslands und der Feuchtgebiete von Diffa. Zu den in der Zone beobachteten Vogelarten zählen Arabientrappen, Beaudouin-Schlangenadler, Braunrücken-Goldsperlinge, Fuchsfalken, Nordafrikanische Lachtauben, Nubiertrappen, Prachtnachtschwalben, Purpurglanzstare, Rothalsfalken, Sperbergeier und Wüstenspechte als ständige Bewohner sowie Rötelfalken, Steppenweihen und Uferschnepfen als Wintergäste.

## Geschichte
Die Kolonialmacht Frankreich richtete Anfang des 20. Jahrhunderts einen Kanton in Bandi ein. Dieser ging 1926 im Kanton Bosso auf, der 1933 mit den Kantonen Déwa und Lada zum Kanton Komadougou mit Sitz in Gueskérou fusionierte.
In Bandi hatten sich 2014 viele Flüchtlinge aus dem Nachbarland Nigeria niedergelassen, die ihre Heimat wegen der Terroraktivitäten von Boko Haram verlassen mussten. Um daraus resultierenden Epidemien vorzubeugen, ließ das Internationale Komitee vom Roten Kreuz im selben Jahr in Bandi sowie in den Orten Barwa, Bosso, Dagaya und Toumour Masernimpfungen bei fast 30.000 Kindern durchführen. Ende 2014 brach eine Cholera-Epidemie in der Region Diffa aus, von der vor allem die Flüchtlinge aus Nigeria betroffen waren. Die meisten Fälle wurden in Bandi sowie in den Orten Chétimari, Diffa und Zarwaram behandelt. Die sich verschlechternde Sicherheitslage in der Region wirkte sich auch auf Bandi aus. Im Juni 2019 töteten bewaffnete Angreifer zwei Menschen im Dorf.

## Bevölkerung
Bei der Volkszählung 2012 hatte Bandi 1731 Einwohner, die in 288 Haushalten lebten. Bei der Volkszählung 2001 betrug die Einwohnerzahl 211 in 40 Haushalten und bei der Volkszählung 1988 belief sich die Einwohnerzahl auf 62 in 17 Haushalten.
Bandi ist ein Hauptzentrum der ethnischen Gruppe der Sugurti.

## Wirtschaft und Infrastruktur
Mit einem Centre de Santé Intégré (CSI) ist ein Gesundheitszentrum im Ort vorhanden. Es wurde 2008 errichtet. Die Grundschule von Bandi wurde 1965 gegründet. Das nigrische Unterrichtsministerium richtete 1996 gemeinsam mit dem Welternährungsprogramm der Vereinten Nationen zahlreiche Schulkantinen in von Ernährungsunsicherheit betroffenen Zonen ein, darunter eine für Nomadenkinder in Bandi.